# Chrysopogon fasciatus
Chrysopogon fasciatus là một loài ruồi trong họ Asilidae. Chrysopogon fasciatus được Ricardo miêu tả năm 1912. Loài này phân bố ở miền Australasia.